# Declinație

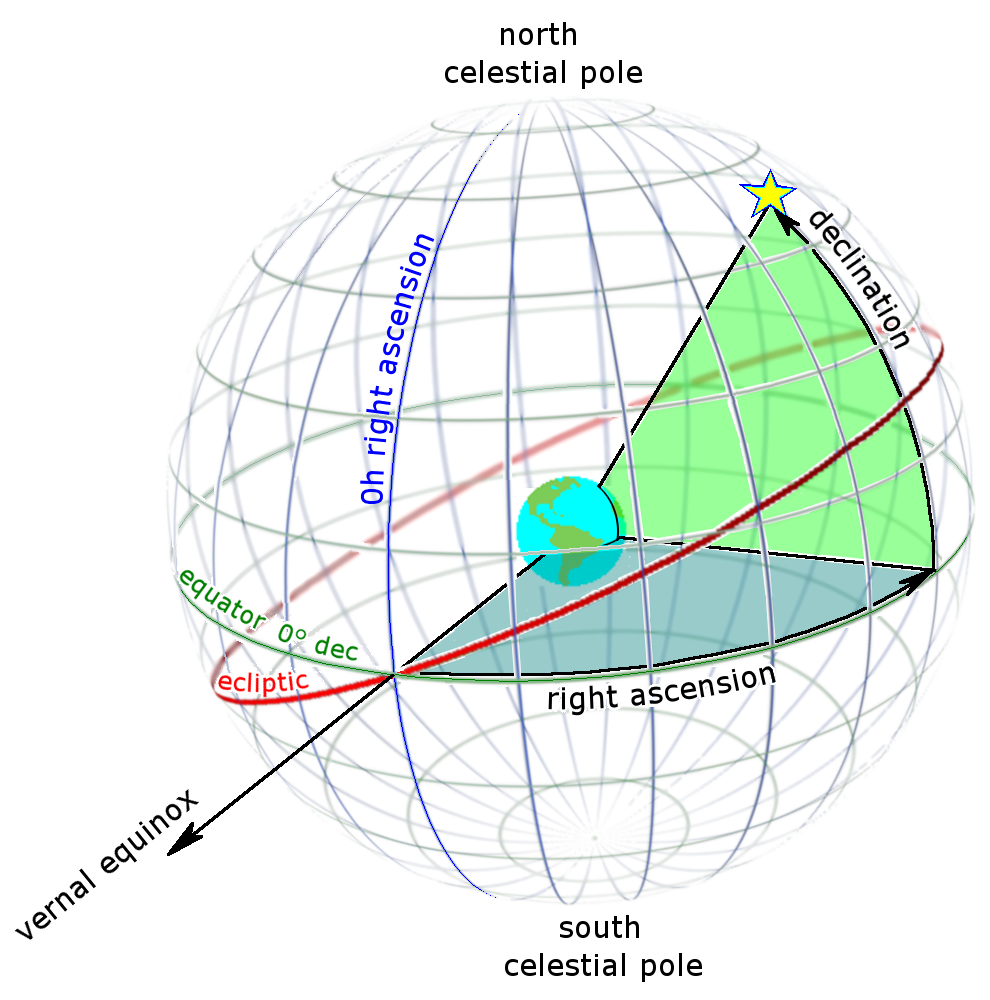

Declinația este una din coordonatele astronomice ecuatoriale. Ca simbol se folosește litera δ (delta).
Declinația unui anumit obiect astronomic, este unghiul cuprins între direcția spre obiect și planul ecuatorial ceresc. Valoarea unghiului este pozitivă pentru poziții aflate la nord de ecuatorul ceresc și negativă pentru poziții aflate la sud. 